# Siloxan

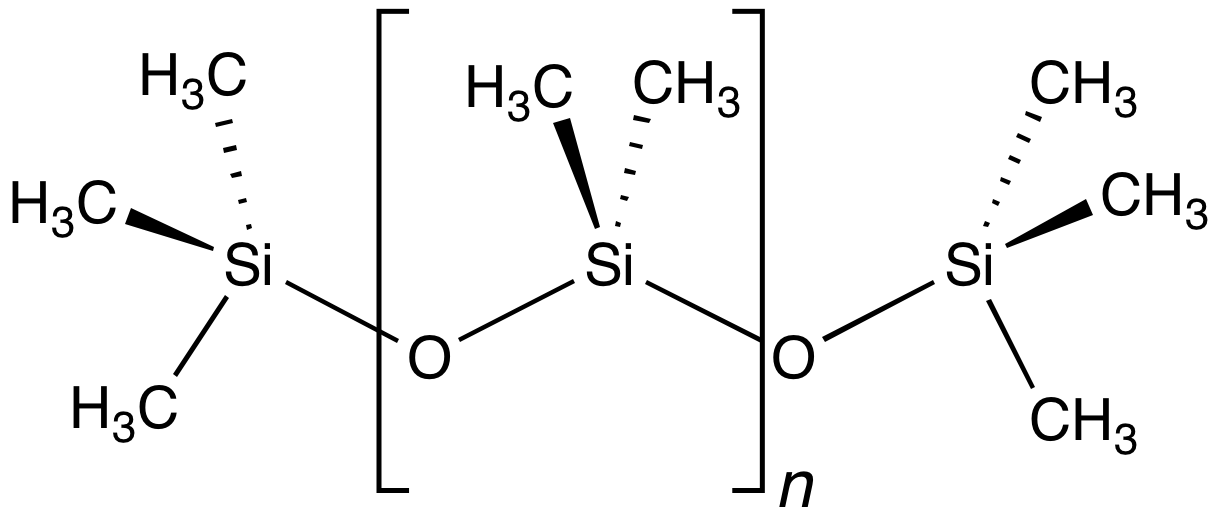
Structura polidimetilsiloxanului

Siloxanul este o grupă funcțională în chimia siliciului, cu structura generală Si–O–Si. Este o grupă analoagă grupei eter (C–O–C) din structura eterilor, care sunt compușii analogi cu carbon. Siloxanii sunt de obicei hidruri oligomere și polimere cu formulele generale H(OSiH2)nOH și (OSiH2)n. Pot fi compuși ramificați, în care atomii de siliciu din catenă sunt separați de câte un atom de oxigen. Grupele siloxan stau la baza dezvoltării siliconilor, un exemplu fiind polidimetilsiloxanul. Grupa funcțională R3SiO− (unde resturile R pot fi diferite) este denumită siloxi.